# Early Puritan

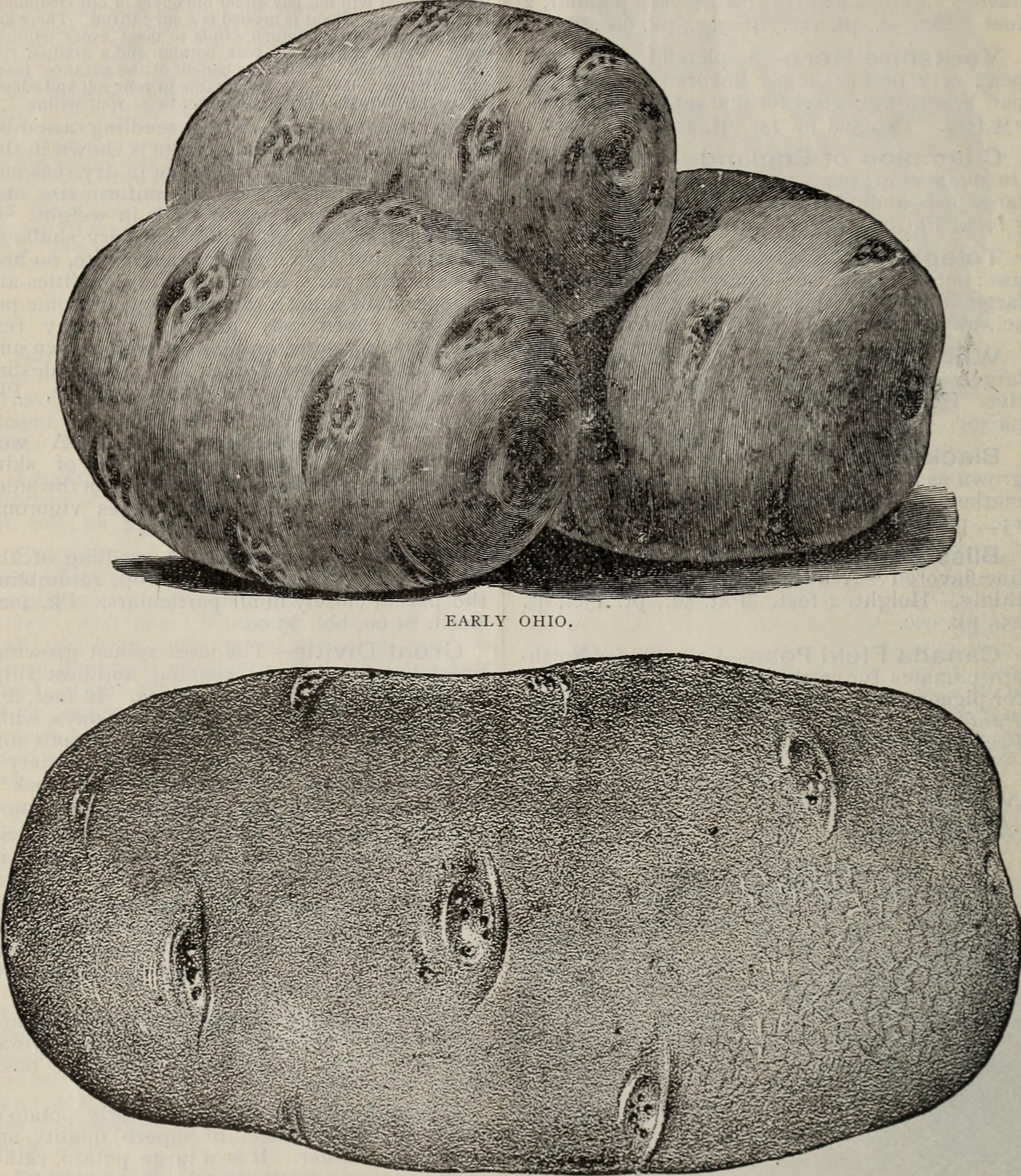
Bild på två potatissorter ur en frökatalogs sortiment av sättpotatis från 1899. Sorten 'Early Puritan' ses nederst, överst ses sorten 'Early Ohio'.

Early Puritan är en tidig potatissort, ursprungligen från USA. Sorten registrerades i USA 1987.
Potatissorten har odlats i Sverige sedan början på 1900-talet. Den importerades till Sverige första gången från England omkring sekelskiftet 1900 och uppmärksammades 1910 som en lämplig tidig potatissort av Herman Juhlin-Dannfelt.
Early Puritan passar som färskpotatis, då den kan skördas tidigt och har tunt skal.
Potatissorten utsågs till Årets potatis 2025 i Sverige.